# Wörth an der Donau
Wörth an der Donau település Németországban, azon belül Bajorországban. Lakosainak száma 5148 fő (2023. december 31.).

## Népesség
A település népessége az elmúlt években az alábbi módon változott:
| Lakosok száma | 3331 | 3378 | 4446 | 4586 | 4733 | 4756 | 4716 | 4918 | 5014 | 5148 |
|               | 1970 | 1975 | 2011 | 2012 | 2014 | 2015 | 2017 | 2019 | 2022 | 2023 |